# ASP.NET MVC Framework
ASP.NET MVC Framework — фреймворк для создания веб-приложений, который реализует шаблон Model-View-Controller.
В апреле 2009 года исходный код ASP.NET MVC был опубликован под лицензией Microsoft Public License (MS-PL). 27 марта 2012 года лицензия была изменена на Apache License 2.0
В настоящее время разрабатывается ASP.NET MVC 6, как часть ASP.NET Core; 27 июня 2016 года состоялся выход версии 1.0.0.

## История версий
| История версий | История версий                    | История версий                                          |
| Дата           | Версия                            | Примечание                                              |
| -------------- | --------------------------------- | ------------------------------------------------------- |
| 2007-12-10     | ASP.NET MVC Framework             | запущен в рамках программы Community Technology Preview |
| 2008-03-05     | ASP.NET MVC Preview 2             | выпущен                                                 |
| 2008-05-01     | ASP.NET MVC Preview 3             | выпущен                                                 |
| 2008-07-16     | ASP.NET MVC Preview 4             | выпущен                                                 |
| 2008-08-28     | ASP.NET MVC Preview 5             | выпущен                                                 |
| 2008-10-16     | ASP.NET MVC Beta                  | выпущен                                                 |
| 2009-01-27     | ASP.NET MVC RC                    | выпущен                                                 |
| 2009-03-03     | ASP.NET MVC RC2                   | выпущен                                                 |
| 2009-03-17     | ASP.NET MVC 1.0                   | выпущен                                                 |
| 2009-07-31     | ASP.NET MVC 2.0 Preview 1         | выпущен                                                 |
| 2009-11-17     | ASP.NET MVC 2.0 Beta              | выпущен (совместим с VS2008SP1, но не с VS2010Beta/RC)  |
| 2009-12-17     | ASP.NET MVC 2.0 RC                | выпущен (совместим с VS2008SP1, но не с VS2010Beta/RC)  |
| 2010-02-05     | ASP.NET MVC 2.0 RC2               | выпущен (совместим с VS2008SP1, но не с VS2010Beta/RC)  |
| 2010-03-10     | ASP.NET MVC 2.0 RTM               | выпущен                                                 |
| 2010-07-27     | ASP.NET MVC 3.0 Preview 1         | выпущен                                                 |
| 2010-10-06     | ASP.NET MVC 3.0 Beta              | выпущен                                                 |
| 2010-11-10     | ASP.NET MVC 3.0 Release Candidate | выпущен (поддержка Razor IntelliSense)                  |
| 2010-12-13     | ASP.NET MVC 3.0 RC2               | выпущен                                                 |
| 2011-01-12     | ASP.NET MVC 3.0 RTM               | выпущен                                                 |
| 2011-09-14     | ASP.NET MVC 4.0 Developer Preview | выпущен                                                 |
| 2012-02-14     | ASP.NET MVC 4.0 Beta              | выпущен                                                 |
| 2012-05-17     | ASP.NET MVC 4.0 RC                | выпущен                                                 |
| 2012-08-13     | ASP.NET MVC 4.0                   | выпущен                                                 |
| 2013-05-30     | ASP.NET MVC 4 4.0.30506.0         | выпущен                                                 |
| 2013-06-26     | ASP.NET MVC 5 Preview             | выпущен                                                 |
| 2013-08-23     | ASP.NET MVC 5 RC 1                | выпущен                                                 |
| 2013-10-17     | ASP.NET MVC 5                     | выпущен                                                 |
| 2013-12-09     | ASP.NET MVC 5.1 RC 1              | выпущен                                                 |
| 2014-01-17     | ASP.NET MVC 5.1                   | выпущен                                                 |
| 2014-02-10     | ASP.NET MVC 5.1.1                 | выпущен                                                 |
| 2014-04-04     | ASP.NET MVC 5.1.2                 | выпущен                                                 |
| 2014-05-27     | ASP.NET MVC 5.2.0-rc              | выпущен                                                 |
| 2014-07-01     | ASP.NET MVC 5.2                   | выпущен                                                 |
| 2014-08-23     | ASP.NET MVC 5.2.2-rc              | выпущен                                                 |
| 2014-08-28     | ASP.NET MVC 5.2.2                 | выпущен                                                 |
| 2015-02-09     | ASP.NET MVC 5.2.3                 | выпущен                                                 |
| 2015-11-07     | ASP.NET MVC 6 — 1.0.0-beta1       | выпущен                                                 |
| 2015-11-18     | ASP.NET MVC 6 — 1.0.0-rc1         | выпущен                                                 |
| 2016-05-18     | ASP.NET MVC 6 — 1.0.0-rc2         | выпущен                                                 |
| 2016-06-27     | ASP.NET MVC 6 — 1.0.0             | выпущен                                                 |
| 2018-02-12     | ASP.NET MVC 5.2.4                 | выпущен                                                 |
| 2018-05-02     | ASP.NET MVC 5.2.5                 | выпущен                                                 |
| 2018-05-11     | ASP.NET MVC 5.2.6                 | выпущен                                                 |
| 2018-11-29     | ASP.NET MVC 5.2.7                 | выпущен                                                 |
| 2022-04-12     | ASP.NET MVC 5.2.8                 | текущая                                                 |

## Основные компоненты ASP.NET MVC
Платформа ASP.NET MVC базируется на взаимодействии трех компонентов: контроллера, модели и представления. Контроллер принимает запросы, обрабатывает пользовательский ввод, взаимодействует с моделью и представлением и возвращает пользователю результат обработки запроса.
Модель представляет слой, описывающий логику организации данных в приложении. Представление получает данные из контроллера и генерирует элементы пользовательского интерфейса для отображения информации.

## Движок представлений
Для управления разметкой и вставками кода в представлении используется движок представлений. До версии MVC 5 использовались два движка: Web Forms и Razor.
Начиная с MVC 5 единственным движком, встроенным по умолчанию, является Razor. Движок WebForms использует файлы .aspx, а Razor — файлы .cshtml и .vbhtml для хранения кода представлений. Основой синтаксиса Razor является знак @, после которого осуществляется переход к коду на языках C#/VB.NET. Также возможно и использование сторонних движков.
Файлы представлений не являются стандартными статическими страницами с кодом html, а в процессе генерации контроллером ответа с использованием представлений компилируются в классы, из которых затем генерируется страница html.

## Маршрутизация
При обработке запросов фреймворк ASP.NET MVC опирается на систему маршрутизации, которая сопоставляет все входящие запросы с определенными в системе маршрутами, которые указывают какой контроллер и метод должен обработать данный запрос. Встроенный маршрут по умолчанию предполагает трехзвенную структуру: контроллер/действие/параметр.

## ASP.NET MVC и ASP.NET Web Forms
ASP.NET MVC и ASP.NET Web Forms являются двумя родственными технологиями, в основании которых лежит одна платформа ASP.NET. И все же ASP.NET MVC имеет ряд преимуществ перед ASP.NET Web Forms:
- разделение ответственности (отдельная разработка разных компонентов — контроллера, моделей, представлений)
- улучшенная тестируемость
- повышенная гибкость и настраиваемость под собственные нужды